# 康斯坦丝 (布列塔尼)
布列塔尼的康斯坦丝（1161年—1201年9月5日），1166年至1201年去世期间为布列塔尼女公爵，从1171年至1201年是里奇蒙女伯爵。她是前任公爵康南四世和他的妻子、苏格兰国王马尔科姆四世和威廉一世的妹妹瑪格麗特的女儿。她的第一个丈夫是英格兰国王亨利二世的第四子若弗鲁瓦。

## 生平和统治

彭蒂耶夫的康斯坦丝的旗帜

康斯坦丝的父亲科南四世在与英格兰国王亨利二世的战争中统一了布列塔尼公国。与亨利二世发生战争后，科南四世遭到一些布列塔尼贵族的叛乱。他吁请亨利二世协助平息这些叛乱。
1166年，亨利入侵布列塔尼，以惩罚当地贵族的叛乱。为了完全控制公国，他强迫科南四世退位给康斯坦丝，并将康斯坦丝与他的第四个合法儿子若弗鲁瓦订婚。5岁的康斯坦丝接任他成为布列塔尼女公爵。她在英格兰宫廷度过了青年时期。
1171年2月，科南四世去世。尽管他的女儿康斯坦丝是里奇蒙伯爵的继承人，但直到1183/1184年才开始继承遗产。
1181年，20岁的康斯坦丝嫁给了若弗鲁瓦。1186年8月19日，若弗鲁瓦在巴黎的一场比赛中因一次骑马事故被踩死。此后，康斯坦丝成为布列塔尼的实际统治者。唯她的长女小埃莉诺被亨利二世带回英格兰抚养，实为人质。康斯坦丝生下遗腹子后，亨利二世希望取名亨利以致敬自己，但康斯坦丝为儿子起了布列塔尼本土化的名字阿蒂尔。
然而，在1188年2月3日，英格兰的亨利二世安排康斯坦丝与第六代切斯特伯爵拉努尔夫·布隆德维尔结婚，后者是英格兰最强大的伯爵之一。尽管拉努尔夫不时自称布列塔尼公爵，但他从来没有控制过公国，也不被认为在那里扮演过重要角色，而且布列塔尼人以及康斯坦丝从未承认他是公爵，将他排除在公国政府之外。
英格兰国王理查一世登基后加强了对布列塔尼的干预。监护若弗鲁瓦和康斯坦丝的女儿小埃莉诺可能是他允许康斯坦丝继续统治的条件。1190年，康斯坦丝曾出现在理查在都尔的宫廷。
1191年，理查一世在与法兰西国王腓力二世签订的一项和约中正式宣布他的侄子、康斯坦丝的儿子阿蒂尔为继承人。
为了提升儿子阿蒂尔的地位和继承权，康斯坦丝于1196年使他成为共治公爵。为回应这一制止他的计划的举动，理查要她交出阿蒂尔亲自培养，也为了重新安排布列塔尼。但康斯坦丝以长女仍被理查扣押而拒绝。理查将她召到巴约，并让她在邦托森被拉努尔夫绑架并监禁在贝弗龙的圣雅姆。他散布谣言称康斯坦丝因婚姻原因而被监禁。结果，在布列塔尼各地发生了支持她的叛乱，阿蒂尔被送往布雷斯特。理查要求将人质交还给他，以换取康斯坦丝的自由。布列塔尼人同意了，但康斯坦丝和人质仍然被监禁，叛乱继续进行。理查最终屈服于日益增加的压力，并于1198年释放女公爵。回到布列塔尼后，康斯坦丝宣告婚姻作废。
1199年6月1日，教宗依诺增爵三世最终决定多尔大主教从属于天主教图尔总教区，并剥夺了大主教的头衔和披带。大主教然后再次成为了主教。康斯坦丝不同意这项令腓力二世压制布列塔尼的决定，随后被开除教籍。
康斯坦丝在1199年9月或10月将图阿尔的居伊作为下任丈夫。
从1198年到她因生双胞胎女儿的并发症去世时，康斯坦丝与儿子阿蒂尔共治。这些年来，康斯坦丝一直奉行已故丈夫若弗鲁瓦二世的政策，建议儿子与法国建立同盟。
因康斯坦丝的要求，埃莉诺脱离父族监护，来到法国与母、弟团聚。

## 家庭
作为一个女孩，康斯坦丝如果有兄弟，就无法在父亲去世后继承公国。康斯坦丝的母亲玛格丽特的宪章似乎表明她和科南育有一个以上的孩子。然而，康斯坦丝和她的儿子阿蒂尔在1200年签订的两份宪章中提到康斯坦丝的一个兄弟吉约姆“神父”。作为男孩，科南死后吉约姆在逻辑上应该已经继承了公国，因为当时布列塔尼公国遵循男性优先的长子继承制。据埃弗拉德说，亨利二世在1166年强迫康斯坦丝的父亲退位，是为了防止公爵的任何儿子继承公国。亨利还可能利用了布列塔尼公爵科南三世自己开创的先例，即他剥夺了儿子奥尔的继承权转而支持女儿伯莎，以强制康斯坦丝继位。
康斯坦丝和若弗鲁瓦有三个孩子：
- 布列塔尼的埃莉诺（1182/1184年—1241年）[12]
- 玛蒂尔达（约1185年—1189年前）[f][13][14]
- 布列塔尼公爵阿蒂尔一世（1187年–1203年）——若弗鲁瓦的遗腹子

康斯坦丝和居伊有二女：
- 圖阿爾的愛麗絲（1200年—1221年）；她嫁给了布列塔尼公爵皮埃爾一世 ，[15]布列塔尼的第一位德勒王朝统治者；和
- 图阿尔的卡特琳（1201年—约1240年），维特尔夫人；她嫁给了维特尔男爵安德烈二世和莱斯的尤斯塔西的儿子男爵安德烈三世；她的丈夫以重建维特雷城堡而闻名[g]

多个消息来源表明，康斯坦丝可能和居伊生了第三个女儿：
- 图阿尔的玛格丽特[h][16][17][18][19][i][20][21]（1201年—1216年/1220年）；她是罗昂子爵若弗鲁瓦的第一任妻子[17][19]

## 去世和下葬
1201年9月5日，康斯坦丝在南特去世，享年40岁。她葬在南特附近自己同年稍早自己建立的维尔纳夫教堂。
康斯坦丝的死因有争议。《图尔年鉴》指出她死于麻风病，但这一说法令人怀疑。也有人认为她是在生下双胞胎女儿后不久死于分娩并发症。

## 形象

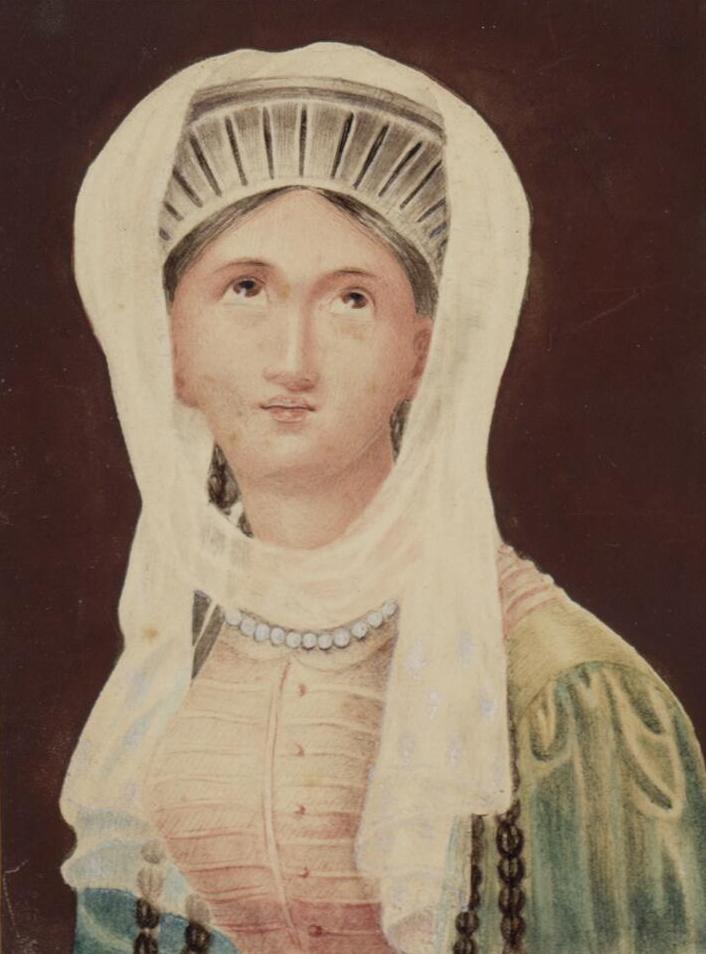
西登斯夫人在《约翰王》中扮演的康斯坦丝

### 文学形象
布列塔尼的康斯坦丝在一些文学作品中出现，包括：
- 《约翰王令人烦恼的统治》（约1589年），匿名悲剧
- 《约翰王 (戏剧)》（1593年–1596年），莎士比亚悲剧
- 《无地王约翰或阿蒂尔的死》（1791年），让-弗朗索瓦·杜西作
- 《约翰王》（1800年），理查·瓦尔皮作
- 《布列塔尼的阿蒂尔之死》（1826年），阿莱克西·佛塞所作诗
- 《黑暗王子》（2005年）、《魔鬼之家》（2008年）、《狮心》（2011年）和《国王的救赎》（2014年），莎伦·凯·彭曼的小说

康斯坦丝也在玛瑟琳·代博尔德-瓦尔莫诗歌《鲁昂塔上的布列塔尼的小阿蒂尔》（1822年）、路易·提爾西林戏剧《布列塔尼的阿蒂尔》（1885年）、保罗·费瓦尔小说集《白狼》、加布里埃尔·德唐佩《王冠的重量》（布列塔尼传奇）（1867–1868年）、布丽吉特·科庞《波尔芬克城堡》三部曲第二卷中被提及，以及和女儿们玛蒂尔达、阿丽丝和卡特琳及第三任丈夫图阿尔的居伊在莱亚·沙伊卢的《过去的阴影下》（2020年）中。

### 戏剧和电视形象
康斯坦丝是威廉·莎士比亚的戏剧《约翰王》中的一个角色，在剧中她就悲伤和死亡作了几次非常雄辩的演讲。在银幕上，朱莉娅·尼尔森在结尾处再现了约翰的死亡场景的无声短剧《约翰王》（1899年）中扮演了她索尼娅·德雷斯德尔在英国广播公司周日晚间剧场版（1952年）中扮演了她，克莱尔·布鲁姆在英国广播公司莎士比亚版（1984年）中扮演了她。在ITC系列小说《罗宾汉历险记》中，她出演了五集，分别由多萝西·艾莉森（第1集和第2集）、帕梅拉·艾伦（第3集）和帕特丽夏·马尔蒙特（第4集）饰演。在英国广播公司的电视连续剧《魔鬼之冠》（1978年）中，保拉·威廉姆斯（童年）和尼娜·弗朗西斯（成年）也扮演了她。